# Xaver Mayer
Franz Xaver Mayer (ur. 11 listopada 1938 w m. Ganacker) – niemiecki polityk, rolnik, poseł do Parlamentu Europejskiego IV i V kadencji.

## Życiorys
Kształcił się w zakresie nauk rolniczych na Uniwersytecie Hohenheim. Zajął się prowadzeniem gospodarstwa rolnego w Dolnej Bawarii. W 1964 wstąpił do CSU. Był radnym dzielnicowym, przewodniczącym powiatowych struktur Junge Union, radnym powiatu Dingolfing-Landau, radnym sejmiku Dolnej Bawarii (1974–1982). Zaangażowany w działalność organizacji rolniczych. Od 1982 do 1998 przewodniczył związkowi absolwentów rolniczych szkół zawodowych. W tym samym okresie był członkiem prezydium zarządu krajowego związku rolników (Deutscher Bauernverband).
W 1994 i w 1999 z listy Unii Chrześcijańsko-Społecznej uzyskiwał mandat deputowanego do Parlamentu Europejskiego. Był m.in. członkiem grupy chadeckiej, pracował głównie w Komisji Rolnictwa i Rozwoju Obszarów Wiejskich. W PE zasiadał do 2004.